# 黃明居
黃明居（？─），台灣運輸物流與圖書資訊領域專家。曾任國立中央警察大學水上系副教授、國立交通大學資訊科學系副教授、玄奘大學圖書資訊學系副教授、圖書館館長、國立陽明交通大學運輸與物流管理學系副教授，現任國立陽明交通大學運輸與物流管理學系教授，及自2021年2月1日開始任職圖書館館長一職。

## 學歷
國立交通大學 交通運輸研究所 博士 , 1996.

## 經歷
1. 交通大學運輸科技與管理學系副教授
2. 交通大學圖書館典閱組組長、數位圖書資訊組組長
3. 玄奘大學圖書資訊學系副教授
4. 玄奘大學圖書館館長
5. 玄奘大學圖書資訊學系系主任
6. 行政院國家科學委員會科學技術資料中心副研究員級
7. 國立交通大學資訊科學系兼任副教授
8. 國立中央警察大學水上系兼任講師、副教授
9. 行政院國家科學委員會研究計畫專任助理

## 榮譽
1. 論文獎，2009電腦與網路科技在教育上的應用研討會，民國98年
2. 優良教師研究獎，玄奘大學，民國92年
3. 優良教師教學獎，玄奘大學，民國92年
4. 論文獎，中華民國運輸學會論文獎，民國84年
5. 論文獎，中國土木學會論文獎，民國84年

## 專業領域
- 海運物流管理
- 貨櫃化運輸
- 港埠作業管理
- 知識庫系統

1. ↑   （页面存档备份，存于） 系所成員|交通大學運輸與物流管理學系
2. ↑   （页面存档备份，存于）國立陽明交通大學圖書館|人員職掌
3. ↑   （页面存档备份，存于）2021/02/01開始任職圖書館館長新聞